# Slavko Blagojević
Slavko Blagojević (Otok, 21. ožujka 1987.) hrvatski je nogometni trener i bivši nogometaš. Trenutačno je pomoćni trener Istre 1961. Igrao je na poziciji defenzivnog veznog.

## Nagrade
Slavko Blagojević je najbolji igrač Istre za sezonu 2013./14. prema odluci navijača Zeleno-žutih okupljenih na neslužbenom forumu Istre 1961.

## Vanjske poveznice
- Profil, Transfermarkt